# Hegra (Noorwegen)
Hegra is een plaats in de Noorse gemeente Stjørdal in de provincie Trøndelag. Tussen 1874 en 1962 was het een zelfstandige gemeente in de toenmalige provincie Nord-Trøndelag. Het dorp ligt aan de noordzijde van de  Stjørdalselva die van de Zweedse grens naar het Trondheimfjord stroomt.  De parochiekerk van Hegra dateert uit 1783. Aan de zuidzijde van de rivier ligt het station Hegra aan Meråkerbanen de spoorlijn die Trondheim verbindt met Zweden.